# Zorica Lațcu
Zorica Lațcu, née à Mezőtúr le 17 mars 1917 et morte à Tecuci le 8 août 1990, est une traductrice, nonne et poétesse roumaine.

## Œuvres
- Insula albă (L'Île blanche), Editura Dacia Traiană, Sibiu, 1944 ;
- Osana luminii, Editura Episcopiei, Cluj, 1947 ;
- Poemele iubirii, Editura Ramuri, Craiova, 1947 ;
- Din pribegie
- Ție, Doamne, Îți voi cânta ;
- Spre insulă, Editura Dacia Traiană, Sibiu, 1944 ;
- Alte poezii